# Lågsko

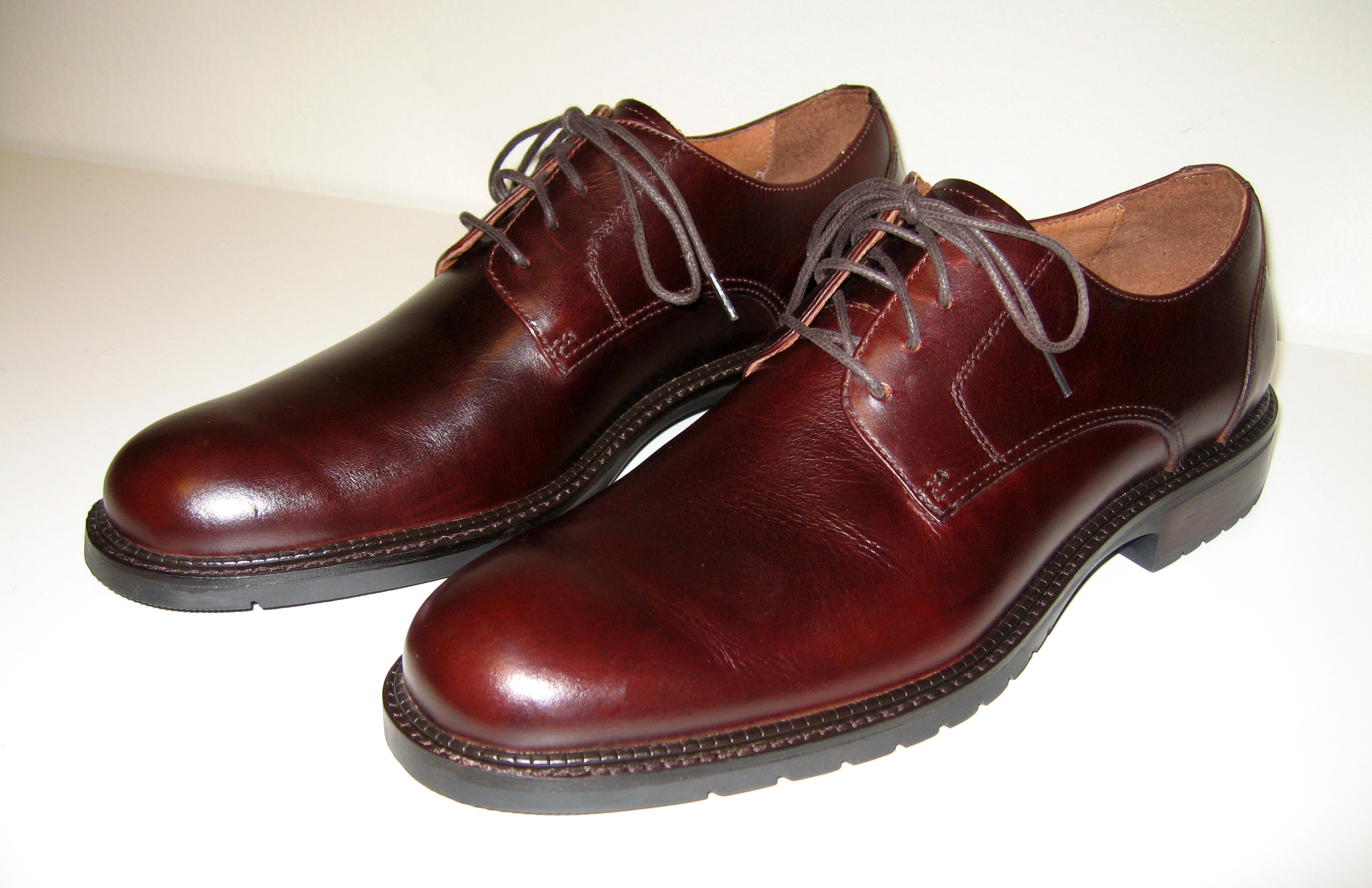
Ett par lågskor i läder.

En lågsko är en sko utan skaft, alltså med låg höjd vid hälen. Termen används mest när man vill poängtera skillnaden mot en stövel, känga eller hög pjäxa.
Ordet "lågsko" är belagt i svenska språket sedan 1574.